# Sergei Kovalenko
Pour les articles homonymes, voir Kovalenko.
Sergueï Ivanovitch Kovalenko (en russe : Сергей Иванович Коваленко) ou Serhiy Ivanovych Kovalenko (en ukrainien : Сергій Іванович Коваленко), né le 11 août 1947 à Port-Arthur, en Chine et mort le 18 novembre 2004 à Kiev, en Ukraine, est un joueur soviétique de basket-ball, évoluant au poste de pivot. 

## Carrière

### Palmarès
- Médaille de bronze aux Jeux olympiques 1968
- Champion d'Europe championnat d'Europe 1969
- Médaille de bronze au championnat du monde 1970
- Champion olympique 1972
- Médaille de bronze au championnat d'Europe 1973